# إيفان مارينكوفيتش
إيفان مارينكوفيتش (بالصربية: Иван Маринковић) مواليد 27 نوفمبر 1993 في بلغراد، صربيا والجبل الأسود، هو لاعب كرة سلة صربي. بدأ مسيرته الاحترافية في سنة 2010. يلعب مع زادار. يحمل الرقم 21.

## المسيرة الاحترافية
لعب مع نادي ريد ستار لكرة السلة في موسم 2010–2011، ثم لعب مع نادي بارتيزان لكرة السلة من سنة 2011 إلى 2013، ثم لعب مع إم زد تي سكوبيه في موسم 2013–2014، ثم لعب مع نادي زادار لكرة السلة في سنة 2015.

## روابط خارجية
- إيفان مارينكوفيتش على موقع الاتحاد الدولي لكرة السلة (الإنجليزية)
- إيفان مارينكوفيتش على موقع الدوري التايواني الممتاز لكرة السلة (الصينية)
- إيفان مارينكوفيتش على موقع كرة السلة الأوروبية.كوم (الإنجليزية)
- إيفان مارينكوفيتش على موقع ريلجم (الإنجليزية)
- إيفان مارينكوفيتش على موقع بروبوليرز (الإنجليزية)
- إيفان مارينكوفيتش على موقع سبورتس رفرنس (الإنجليزية)